# Warren Lisle
Warren Lisle, né vers 1695 et mort en juillet 1788, est un douanier puis brièvement homme politique britannique. Il est la personne la plus âgée à avoir commencé une carrière de député à la Chambre des communes.

## Biographie
De 1721 à 1773, il travaille comme douanier à Weymouth. Vers 1730, il devient capitaine d'un navire sloop-of-war, sa tâche étant d'inspecter les bateaux pour intercepter d'éventuels contrebandiers. Il obtient une renommée comme « véritable terreur des contrebandiers », mais démissionne à la suite de désaccords non-spécifiés avec une famille locale influente. 
Aux élections législatives de 1780, Gabriel Steward, le député sortant de la circonscription de Weymouth et Melcombe Regis (dans le sud-ouest de l'Angleterre), qui est une connaissance de Warren Lisle, ne peut pas se représenter car en tant que maire il doit présider à la tenue du scrutin. Il demande à Warren Lisle d'être candidat à sa place. Lisle alors élu député le 7 septembre 1780, à l'âge de 85 ans. Il démissionne dès le 21 novembre, le mandat municipal de Gabriel Steward étant arrivé à terme. Sa démission enclenche une élection partielle, que Steward remporte. Lisle décède sept ans et demi plus tard, à l'âge de 93 ans. 